# Serrat de l'Isidre
El Serrat de l'Isidre és una serra situada al municipi de Clariana de Cardener (Solsonès), amb una elevació màxima de 732 metres.
La serra transcorre de nord-oest a sud-est, des de la zona on hi el complex esportiu de Clariana de Cardener, i el seu local social, i finalitza a tocar de la carretera C-55, pràcticament al trencall cap a l'abocador de Clariana. Al nord-est de la serra hi trobem la granja-escola de Can Bajona.